# Chalcionellus sculptus
Chalcionellus sculptus är en skalbaggsart som beskrevs av Vienna och Luigi Aloysius Colla 2010. Chalcionellus sculptus ingår i släktet Chalcionellus och familjen stumpbaggar. Inga underarter finns listade i Catalogue of Life.